# トレス海峡

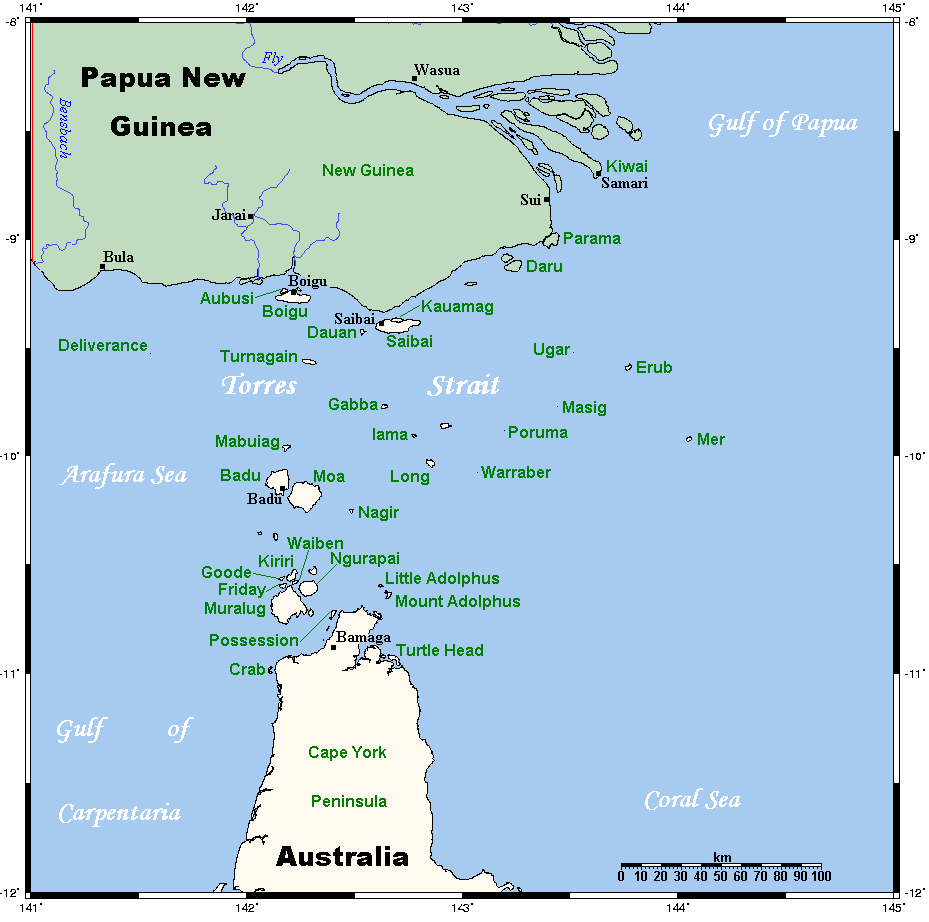
トレス海峡と島々

トレス海峡（トレスかいきょう、Torres Strait）は、オーストラリア大陸とメラネシアの１つであるニューギニア島間の海峡。

## 概要
トレス海峡の海峡幅は最も狭い地点で約150kmである。南にオーストラリア大陸最北端クイーンズランド州のヨーク岬半島、北にパプアニューギニアの西部州がある。海峡の中にはトレス海峡諸島と呼ばれる島々が点在している。
「トレス海峡」という名は西洋人で初めてこの海峡を通過したとされるスペイン人海洋探検家のルイス・バーエス・デ・トーレスに因んでつけられたものである。
2005年に国際海事機関（IMO)が特別敏感海域に指定した。

## 地理
東は珊瑚海に、西はアラフラ海に繋がっている。国際海峡となっているが、水深は非常に浅く、島と岩礁で迷路のようになっているなど航行するには非常に危険な環境である。南にはプリンス・オブ・ウェールズ島とオーストラリア本土の間に位置するエンデバー海峡がある。